# Aeroporto Internacional Carlos Rovirosa Pérez
O Aeroporto Internacional Carlos Rovirosa Pérez ou Aeroporto Internacional de Villahermosa, é um aeroporto localizado em Villahermosa, Tabasco, México que maneja o tráfego aéreo nacional e internacional da cidade.

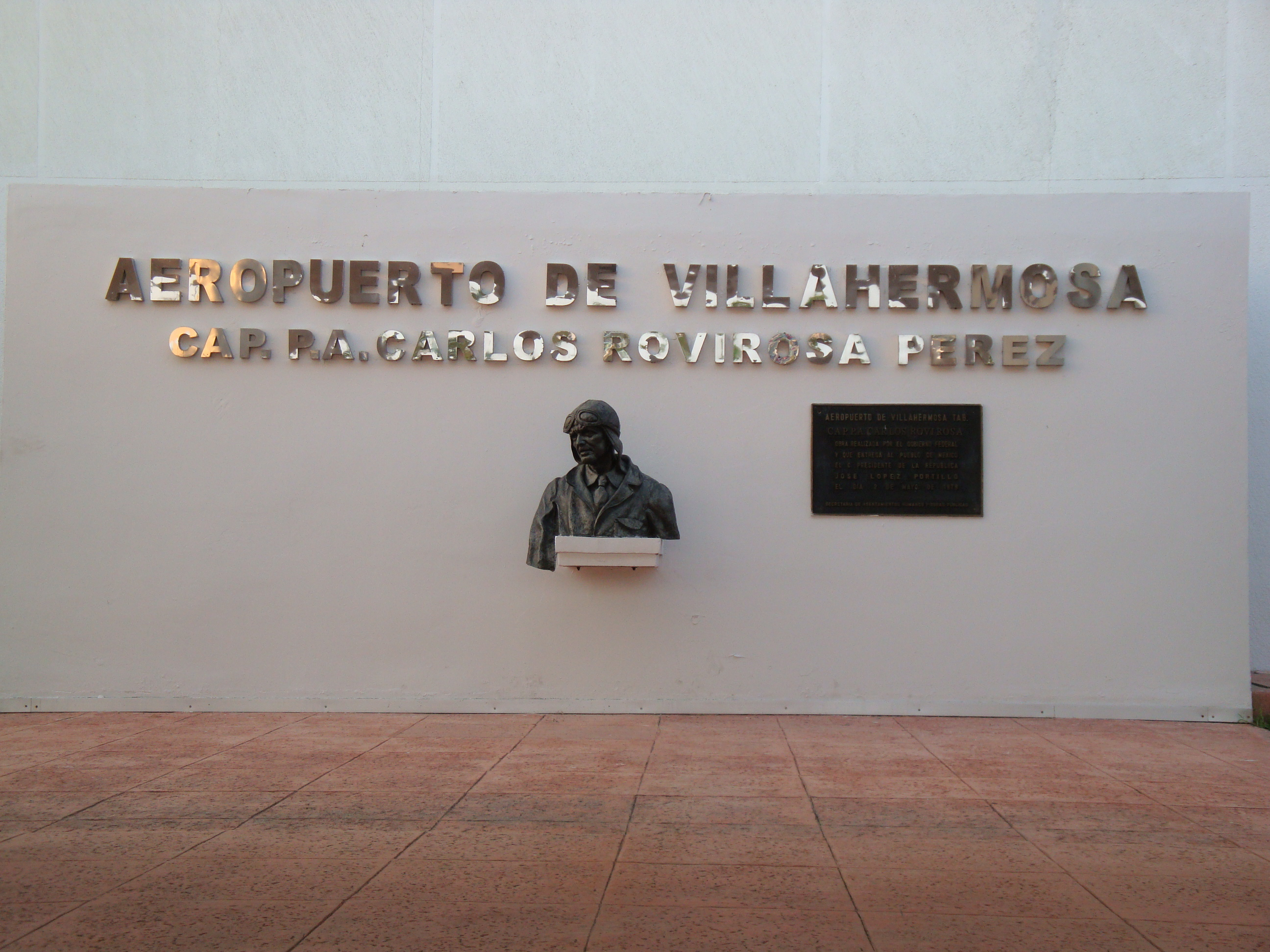
Placa com o nome do Aeroporto e Busto do Capitão da Aeronáutica Carlos Rovirosa Pérez.

O aeroporto foi inaugurado em 2 de maio de 1979 pelo então Presidente da República, José López Portillo e pelo governador do estado, Leandro Rovirosa Wade.
Em 2006 o interior foi totalmente remodelado e expandido para atender à forte demanda que existe na cidade. Villahermosa é um importante centro urbano de comércio e serviços, dentro de uma das regiões petrolíferas mais importantes do país, além de ser o ponto mais próximo de acesso à zona arqueológica de Palenque.

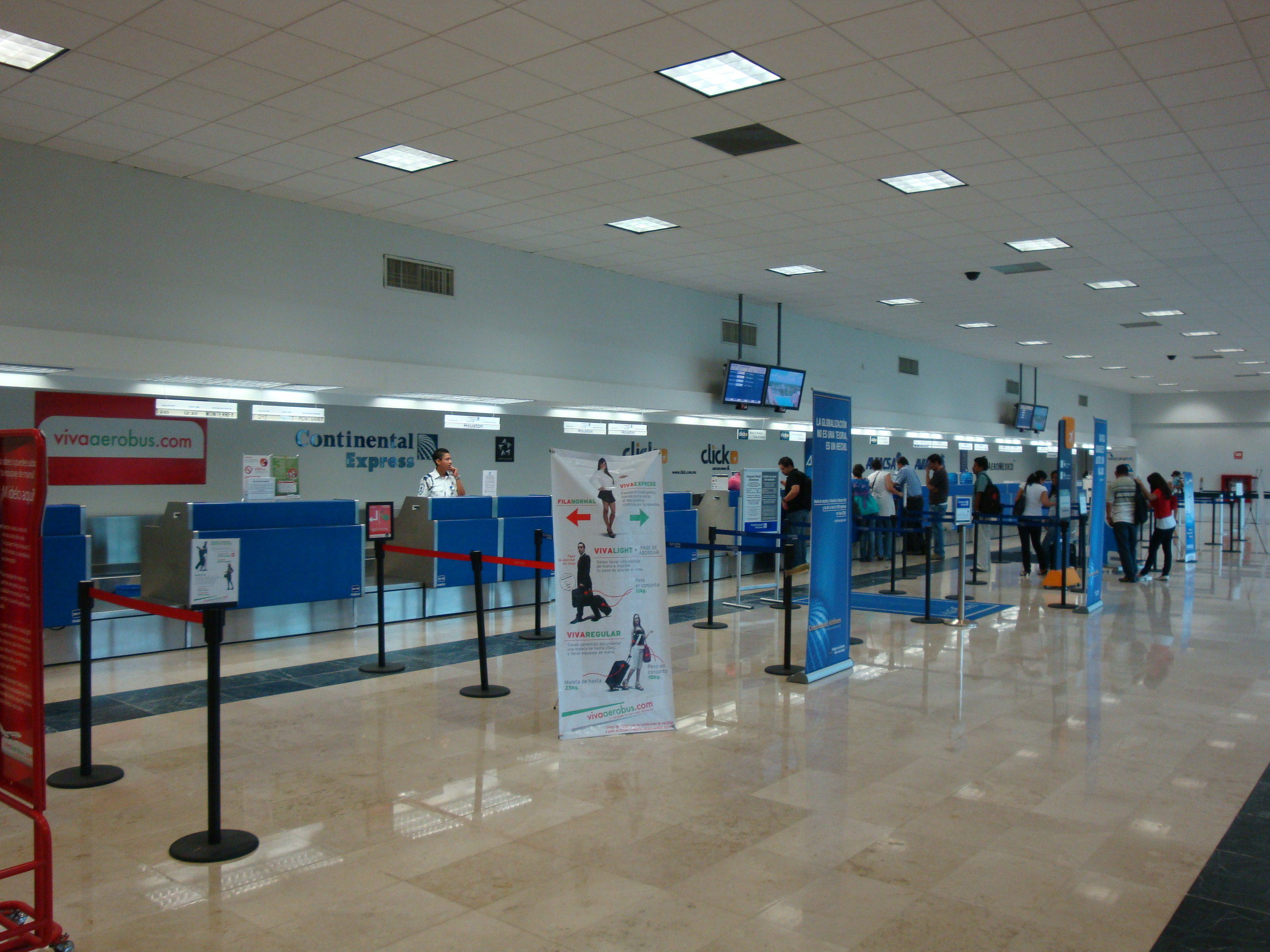
Área de Check-in do aeroporto e indicadores de destinos.

Em 2009, Villahermosa recebeu a 766,417 passageiros, em 2010, esse número caiu para 728,781 passageiros, segundo dados publicados pelo Grupo Aeroportuário do Sudeste do México (ASUR).
O aeroporto recebeu em suas dependências, o voo inaugural da Companhia Mexicana de Aviação em 1929.

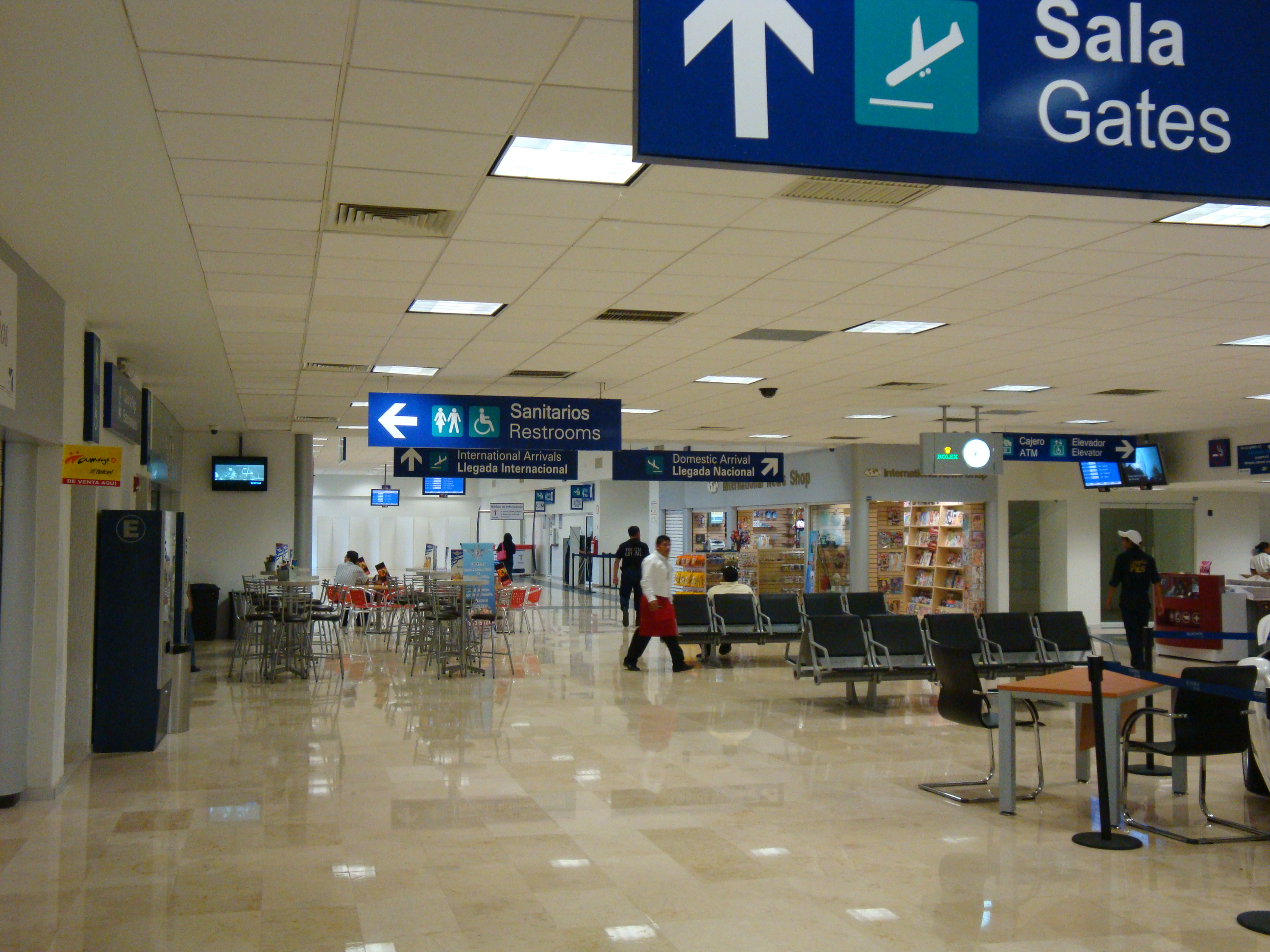
Área de desembarque doméstico e internacional do aeroporto.

## Linhas aéreas e Destinos
- Aeromar
  - Poza Rica / Aeroporto Nacional El Tajín
  - Reynosa / Aeroporto Internacional General Lucio Blanco

- Aeroméxico
  - Cidade do México / Aeroporto Internacional da Cidade do México
  - Guadalajara / Aeroporto Internacional de Guadalajara
  - Houston / Aeroporto Intercontinental George Bush
  - Mérida / Aeroporto Internacional Manuel Crescencio Rejón
  - Monterrey / Aeroporto Internacional Mariano Escobedo
  - Veracruz / Aeroporto Internacional General Heriberto Jara

- Aviacsa
  - Cidade do México / Aeroporto Internacional da Cidade do México

- Interjet
  - Cidade do México / Aeroporto Internacional da Cidade do México

- MAYAir
  - Cancún / Aeroporto Internacional de Cancún
  - Mérida / Aeroporto Internacional Manuel Crescencio Rejón

- Viva Aerobus
  - Cidade do México / Aeroporto Internacional da Cidade do México
  - Guadalajara / Aeroporto Internacional de Guadalajara
  - Monterrey / Aeroporto Internacional Mariano Escobedo

- Continental Airlines
  - Houston / Aeroporto Intercontinental George Bush
- Copa Airlines
  - Cidade do Panamá / Aeroporto Internacional Tocumen